# Oostermeer (buitenplaats)

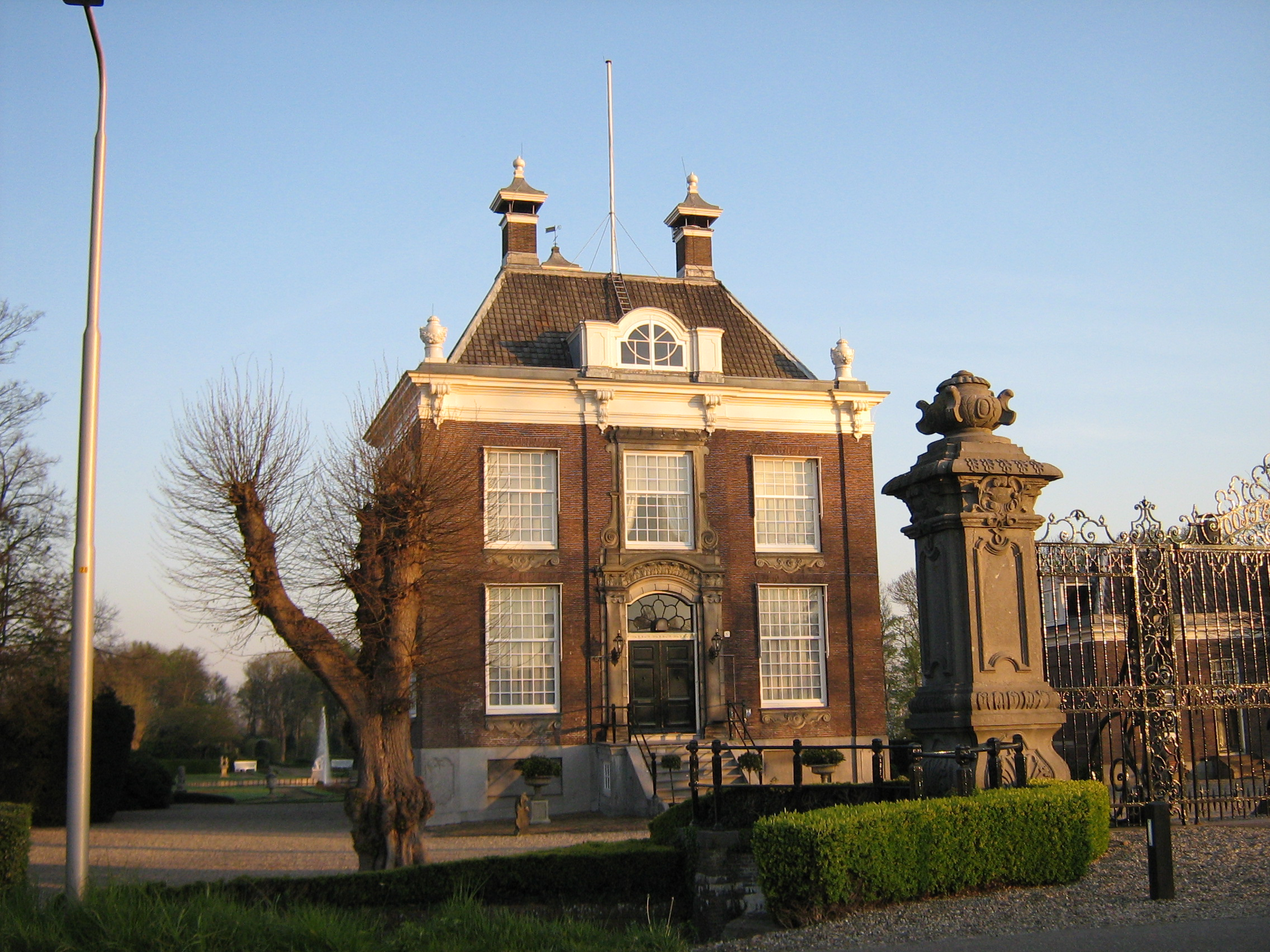
Buitenplaats Oostermeer

Oostermeer is een goed bewaard 18e-eeuws buitenhuis aan de Amstel, liggend binnen de Nederlandse gemeente Amstelveen. Het is sinds 2009 een rijksmonument (nr.530662).

## Geschiedenis
Het terrein waar tot in de 16e eeuw een gasthuis stond, werd in 1648 gekocht door de Amsterdamse koopman Jacob Verhaijck. Hij gaf het de naam Oostermeer, verwijzend naar de ligging ten oosten van het voormalige Pancrasmeertje dat in 1843 werd gedempt. Ene Josina Spruit kocht de buitenplaats in 1722, en liet het in 1727 na aan haar zoon Willem Bus, die er een herenhuis liet bouwen naar ontwerp van Ignatius van Logteren, waarbij diens zoon Jan het stucwerk binnenin voor zijn rekening nam. Dit gebouw kwam in 1728 gereed. In 1757 werd Nicolaas Freher de nieuwe eigenaar, die er een theehuis (koepel) bij liet bouwen en een schuitenhuis aan de Amstel. Hierna wisselde het landgoed nog een paar maal van eigenaar, waarbij in 1902 de tuin opnieuw werd aangelegd door tuinarchitect Leonard Springer, in een combinatie van Franse en Engelse stijl. Bijzonder zijn de in de tuin nog aanwezige 18e-eeuwse tuinbeelden. Het huis en interieur zijn ontworpen in Lodewijk XIV-stijl, en zijn vrijwel ongewijzigd gebleven. Ook het smeedijzeren toegangshek met gebeeldhouwde pijlers en brug, dateert nog uit de tijd van de bouw.

## Interieur
In het interieur bevinden zich stucwerk versieringen en geschilderd behangsel uit respectievelijk de eerste en tweede helft van de 18e eeuw. De woonkamer heeft een rijk gedecoreerd stucplafond, en alle vloeren zijn van marmer. In het souterrain zijn nog de originele witjes aanwezig (oud-Hollandse tegels).

## Bekende bewoners
De bekendste bewoner was Jacques Goudstikker, de beroemde joodse Amsterdamse kunsthandelaar. Hij kocht de buitenplaats in 1930, ging er wonen en organiseerde er thematische tentoonstellingen over onder meer Hollandse winterlandschappen, Salomon van Ruysdael en Prinses Juliana. Intussen behield Goudstikker zijn pand aan de Herengracht voor de bedrijfsvoering van zijn gerenommeerde kunsthandel.
Een andere bekende bewoner was Joan Gerard Kruimel, die van 1861 tot 1899 burgemeester was van Ouder-Amstel. Hij erfde de buitenplaats in 1867, die toen al decennialang in bezit was van zijn familie. Oostermeer bevond zich toen in een tamelijk verwaarloosde toestand. Kruimel liet omvangrijke reparaties uitvoeren, en bleef tot 1900 de eigenaar.

## Tweede Wereldoorlog en erna
Nadat Goudstikker in mei 1940 was verongelukt bij zijn vlucht voor de Nazi's naar het buitenland, viel Oostermeer in handen van de in Nederland woonachtige Duitse kunsthandelaar en bankier Alois Miedl, wat na onderhandelingen met rijksmaarschalk Hermann Göring in september 1940 definitief werd. Miedl schonk het buitenhuis officieel aan zijn kinderen, maar woonde er zelf met zijn gezin tot in 1944. Na de oorlog stond het huis lange tijd leeg.
In 1957 werd Oostermeer van de weduwe Goudstikker gekocht door het pensioenfonds van de Nationale Handelsbank. Dit fonds gaf opdracht tot restauratie en uitbreiding van de tuin. Er kwam een parkbos met tennisbanen en een speelweide, met een aparte toegang aan de noordzijde.

Sinds 1962 is de buitenplaats weer in particulier bezit, en niet toegankelijk voor publiek.

## Afbeeldingen

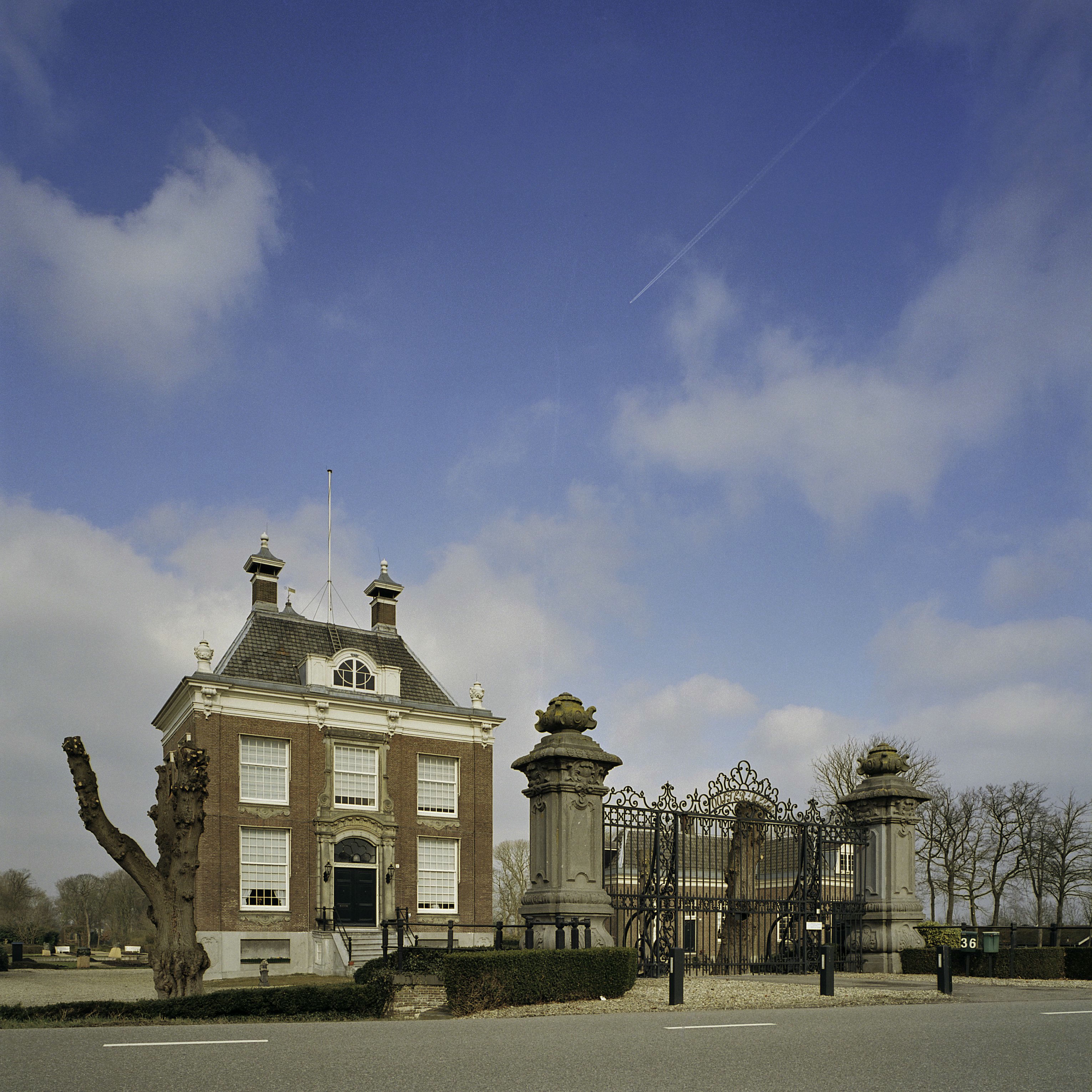
Overzicht hoofdgebouw met toegangshek
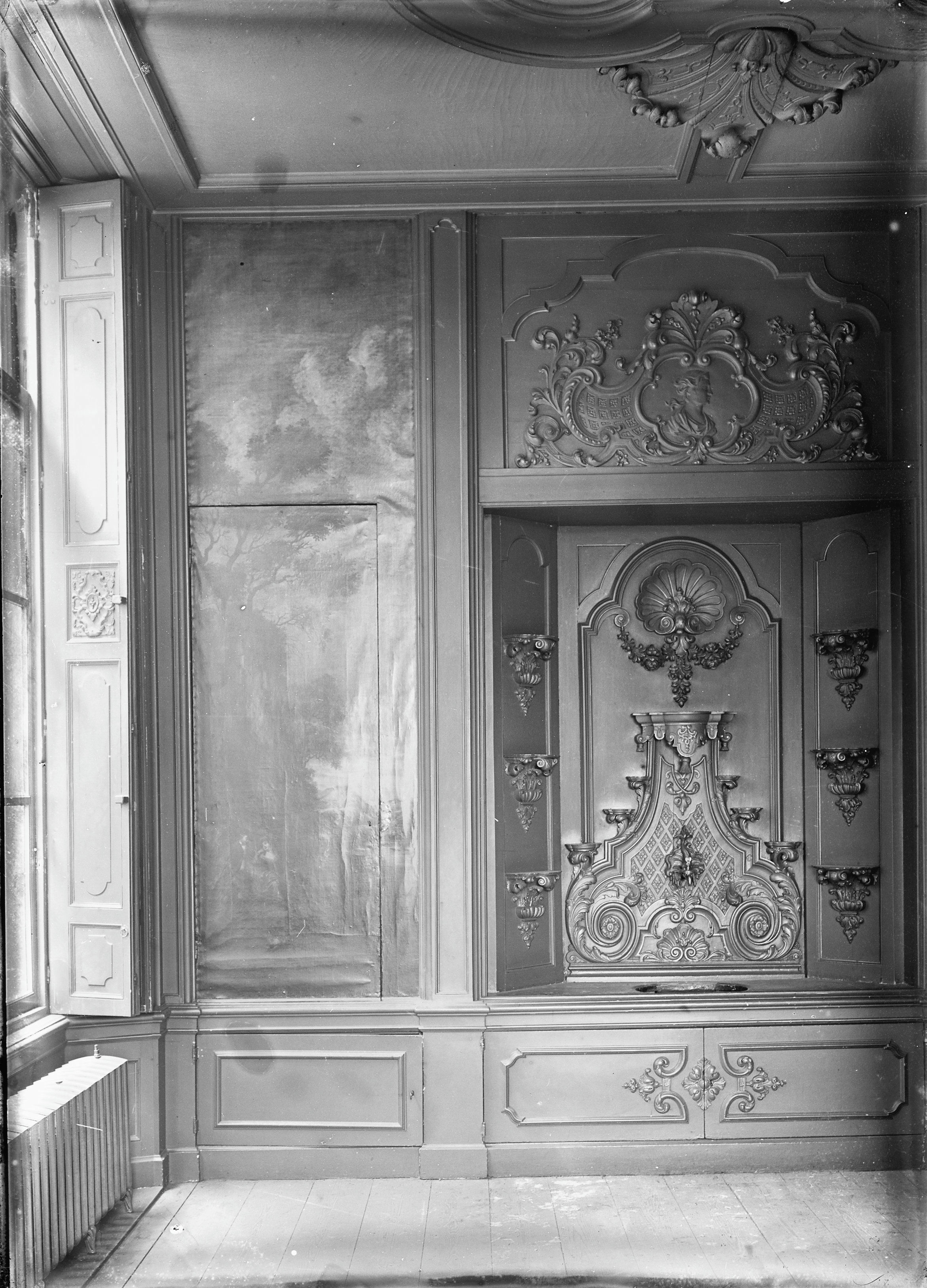
Pronkkast en spoelbak in de eetkamer
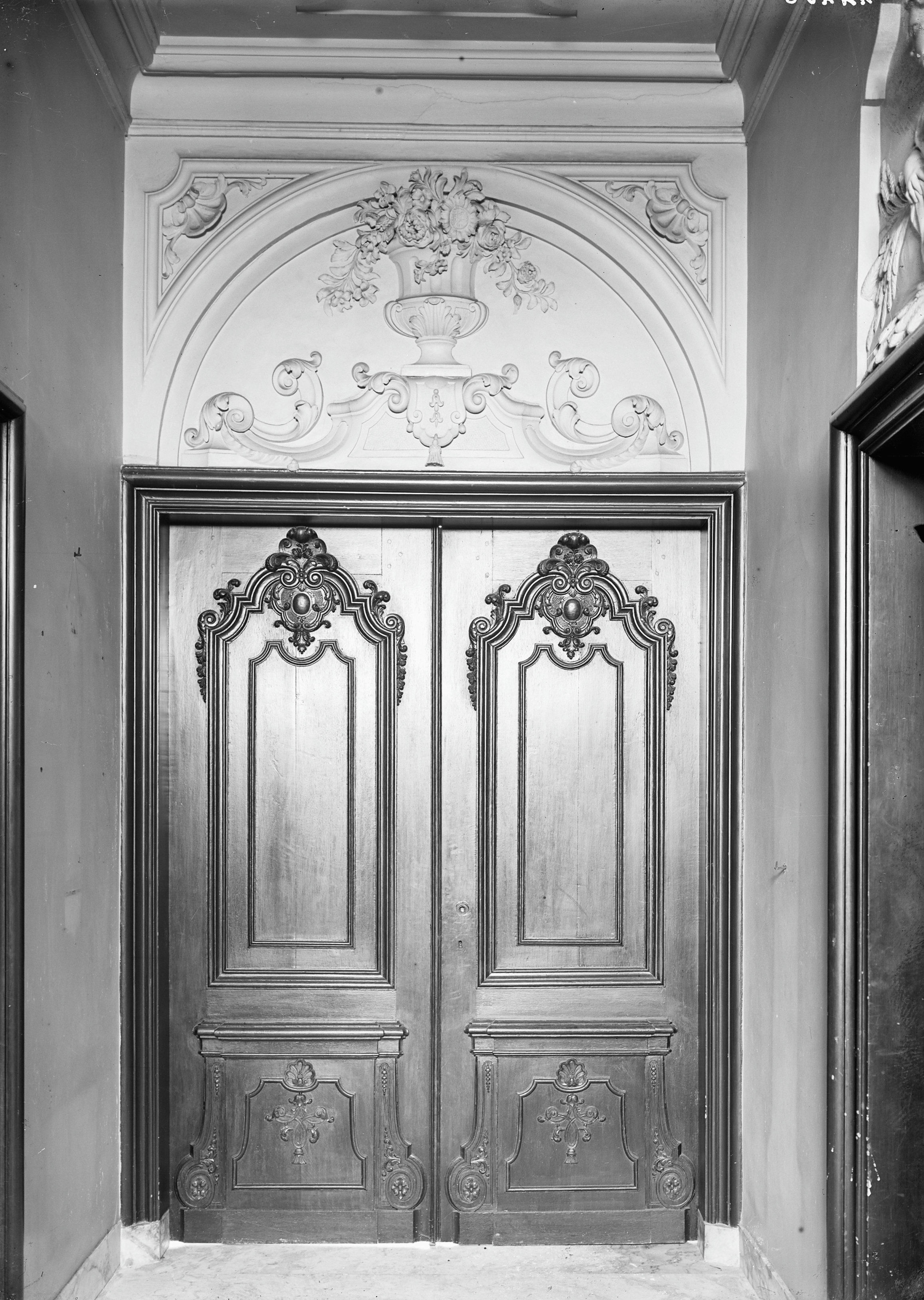
Dubbele deur met versieringen in de hal
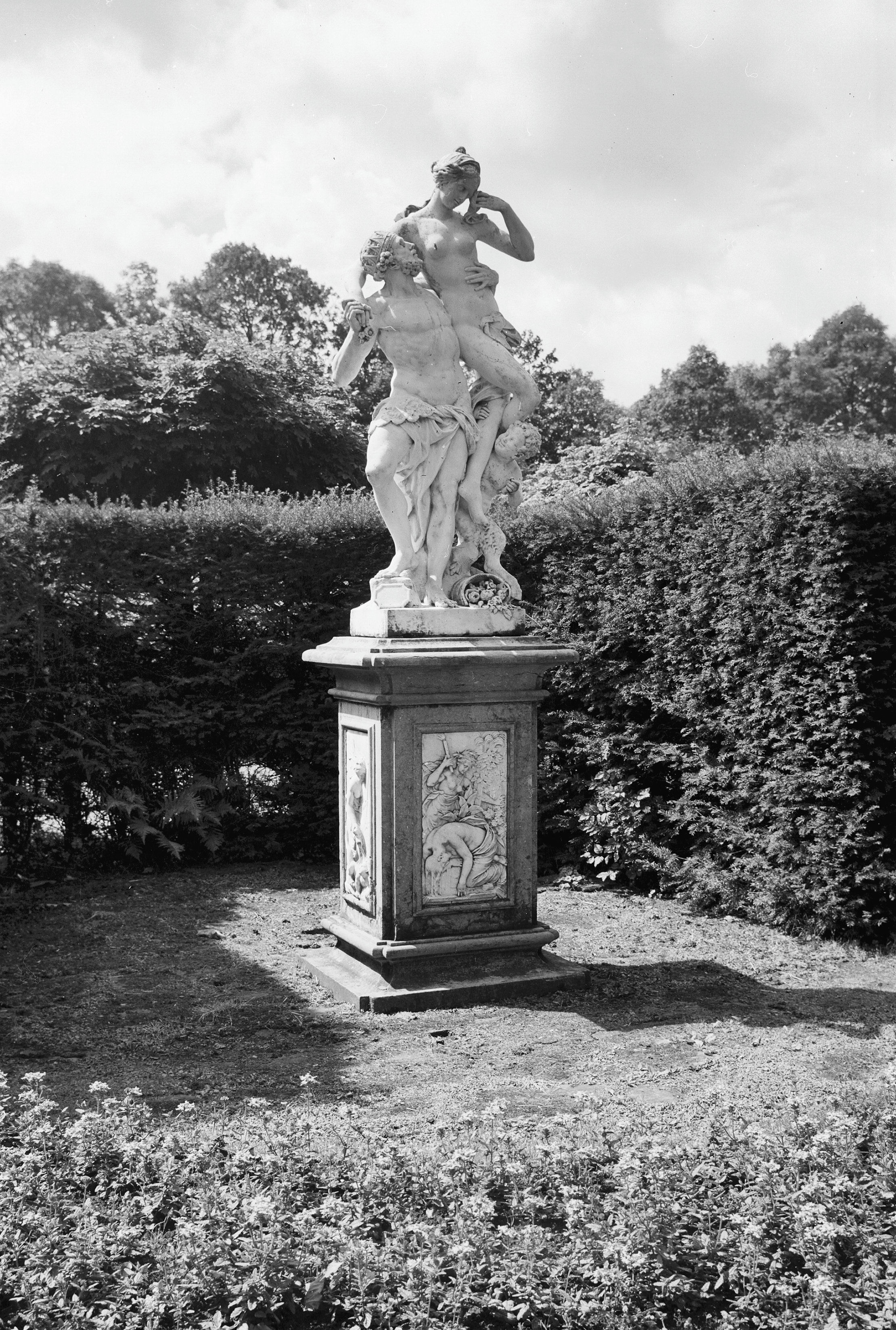
Een van de tuinbeelden
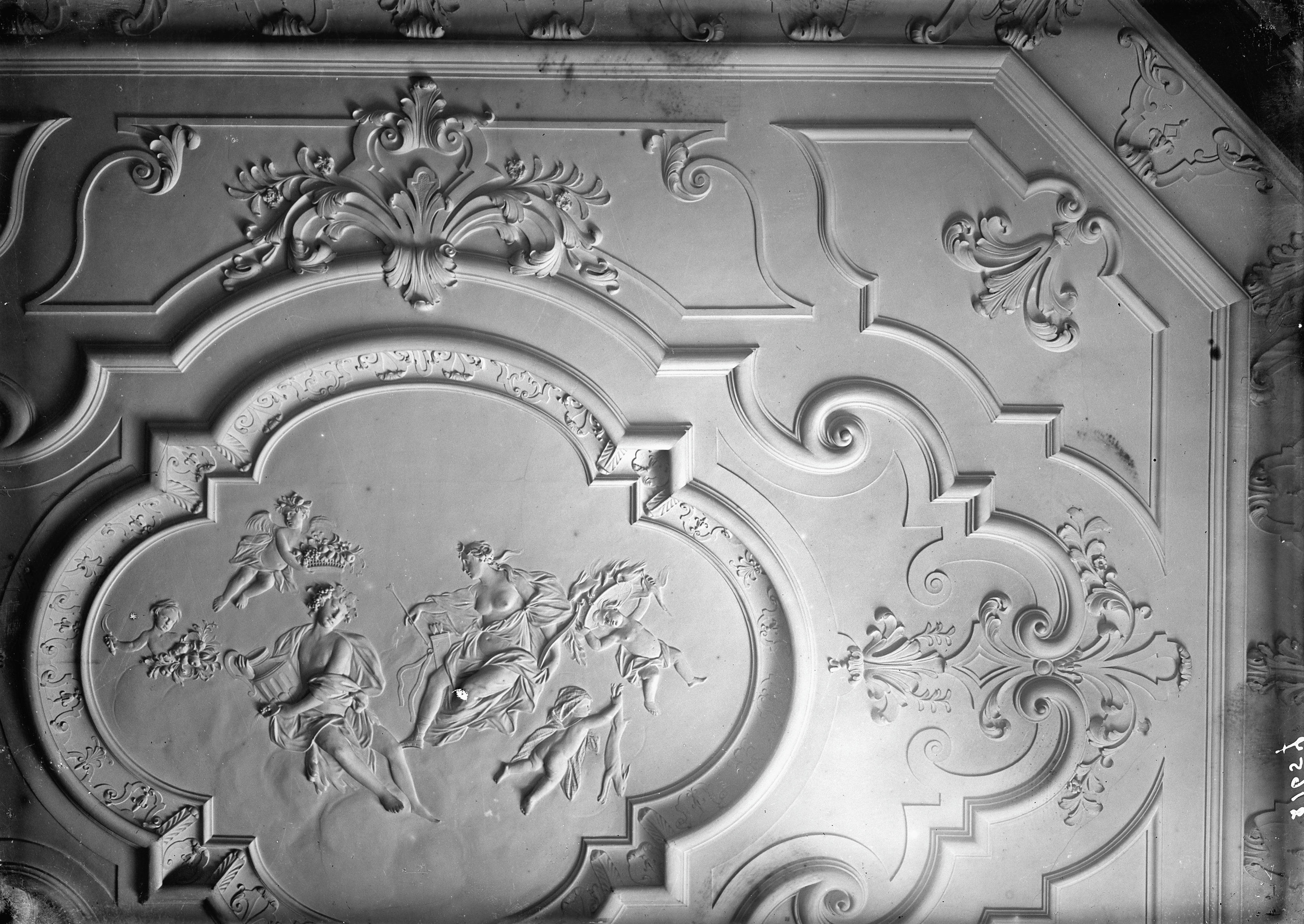
Het stucplafond in de woonkamer

(Al deze afbeeldingen zijn van de Rijksdienst voor het Cultureel Erfgoed.)